# Rio Laranjaí
Rio Laranjaí är ett vattendrag i Brasilien.   Det ligger i delstaten Mato Grosso do Sul, i den södra delen av landet, 1 000 km sydväst om huvudstaden Brasília.
Omgivningarna runt Rio Laranjaí är huvudsakligen savann. Runt Rio Laranjaí är det glesbefolkat, med 12 invånare per kvadratkilometer.